# Olaf der Weiße
Olaf der Weiße (altnordisch: Óláfr hinn hvíti; auch bekannt als Olaf den Hvide auf Dänisch) war ein bedeutender Wikingerführer des 9. Jahrhunderts. Er stammte aus Norwegen und spielte eine wichtige Rolle bei der Wikingerinvasion und der Besiedlung Irlands.

## Leben
Olaf der Weiße wurde in Norwegen geboren und es wird angenommen, dass er ein Nachkomme des berühmten Wikingerkönigs Ragnar Lodbrok war. Sein genaues Geburtsdatum ist unbekannt, aber er lebte im 9. Jahrhundert.
In den 850er Jahren führte Olaf eine Wikingerflotte nach Irland, wo er sich als König von Dublin etablierte. Während seiner Herrschaft führte er mehrere erfolgreiche Raubzüge und Eroberungen durch, die seine Macht in der Region festigten. Sein Einfluss reichte weit über Dublin hinaus und umfasste weite Teile Irlands.
Olaf heiratete Aud die Tiefsinnige (altnordisch: Auðr djúpúðga), die Tochter des norwegischen Häuptlings Ketil Flatnefr. Aud spielte eine wichtige Rolle in den isländischen Sagas und war bekannt für ihre Weisheit und Tatkraft. Nach Olafs Tod kehrte sie nach Skandinavien zurück und ließ sich schließlich in Island nieder, wo sie eine der ersten Siedlerinnen wurde.
Olaf der Weiße starb um das Jahr 871, möglicherweise in einer Schlacht oder während eines Raubzuges. Sein Tod markierte das Ende einer Ära der Wikingerherrschaft in Dublin, doch sein Einfluss lebte weiter durch die Nachfahren und die von ihm begründeten Strukturen.

## Historische Quellen
Olaf der Weiße wird in mehreren mittelalterlichen Sagas und Chroniken erwähnt, darunter das Landnámabók (das Buch der Landnahmen) und die Laxdæla saga. Diese Quellen bieten wertvolle Einblicke in sein Leben und seine Taten, obwohl sie oft mythologische Elemente enthalten.